# Obaidullah Karimi
Obaidullah Karimi (Kabul, 21 dicembre 1979) è un ex calciatore afghano, di ruolo attaccante.
Ha trascorso la sua intera carriera calcistica in Germania, senza mai giocare oltre la quarta serie. Con la nazionale è stato autore di una rete, in una partita valida per le qualificazioni ai Mondiali 2010 contro la Siria, disputata nel 2007 e persa 2-1.

## Caratteristiche tecniche
Trequartista, può giocare come interno di centrocampo, esterno o come attaccante.